# Culture du rugby à XV
Le rugby à XV est moins décliné dans la littérature, le cinéma, les jeux vidéo, notamment que des sports tels que football, baseball. La culture du rugby à XV est cependant riche même si elle ne touche pas tous les pays ou pour un pays toutes les régions (France, Australie...).

## Cinéma
Les plus fameux films ayant un scénario construit autour du rugby à XV sont Le Placard, une comédie française, réalisée par Francis Veber en 2000 et sortie en 2001 où Gérard Depardieu incarne un entraîneur… Allez France ! (1964) de Robert Dhéry qui a pour cadre le Tournoi. La Soule traite de l'ancêtre du rugby avec Christophe Malavoy et Richard Bohringer.
- Sye (en)
- School Wars: HERO (en)
- La Fausse Maîtresse, film français réalisé par André Cayatte, sorti en 1942, où les personnages avaient ce sport comme passe-temps.
- Les Chariots de feu (Chariots of Fire), un film britannique de Hugh Hudson sorti en 1981 au cinéma, présente une scène de rugby à XV au début du film.
- Le fils à Jo  Film réalisé par Philippe Guillard, avec Gérard Lanvin, Olivier Marchal et Vincent Moscato.

## Série télévisée
En 1977, la série télévisée Allez la rafale ! écrite par Jean Chouquet et dialoguée par Denis Lalanne, nous plonge dans le rugby de village typique du Sud-Ouest. Le principal rôle, campé par Angelo Bardi, est celui de l'abbé Carçabal qui est également l'entraîneur du club local : la rafale. Le fameux cri Allez la rafale! est poussé par les joueurs quand ils entrent en mêlée fermée.

## Jeux vidéo
Un jeu vidéo de sport est un genre de jeu vidéo qui simule un sport.
Les jeux vidéo de course sont des jeux de sport très représentés, tout comme les jeux de football, basket-ball, hockey sur glace, …
Le premier jeu vidéo de rugby à XV à connaître un succès relatif naît avec la première vedette planétaire du rugby à XV Jonah Lomu : Jonah Lomu Rugby.
EA Sports a développé depuis plusieurs jeux : Rugby 05, Rugby 06 et enfin Rugby 08, jeu vidéo de rugby à XV sorti en 2007 sur Windows et PlayStation 2.

## Chansons
Depuis la fin des années 1990, clubs et équipes nationales adoptent parfois des chansons n'ayant pas de lien avec la pratique sportive. L'exemple le plus marquant fut le titre « I Will Survive » repris par le Stade français Paris puis l'équipe de France de football.
- Swing Low, Sweet Chariot
- The Flower of Scotland
- Vino Griego
- Pierre Perret Vive le XV
- Georges Vaur alias Piroulet La cocoricotte

Michel Etcheverry est l'interprète le plus en vogue dans les stades du rugby à XV.

## Humour
Quelques humoristes ont utilisé également le rugby à XV pour donner naissance à des sketches restés fameux. Le Duo des Non a connu son premier succès avec un sketch sur le rugby et le rugby est au centre de leur village favori. Dans les années 1960, Georges Vaur alias Piroulet a conté sa célèbre histoire "Rugby à Toulouse".
Les Guignols de l'info ont utilisé la gouaille de Bernard Laporte.
Michel Iturria, dessinateur basque, a publié une série de BD les Rubipèdes, séries de planches d'une page, avec des personnages truculents.